# Frederick Bernard Henry

Frederick Bernard Henry (London, 11 de abril de 1943 – Calgary, 3 de dezembro de 2024) foi um ministro canadense e bispo católico romano emérito de Calgary.
Frederick Bernard Henry foi ordenado sacerdote em 25 de maio de 1968.
Em 18 de abril de 1986, o Papa João Paulo II o nomeou Bispo Auxiliar em Londres e Bispo Titular de Carinola. Foi ordenado bispo pelo bispo de Londres, John Michael Sherlock, em 24 de junho do mesmo ano; Os co-consagradores foram Marcel André J. Gervais, Arcebispo de Ottawa, e Anthony Frederick Tonnos, Bispo de Hamilton.
Ele foi nomeado bispo de Thunder Bay em 24 de março de 1995 e foi empossado em 11 de maio do mesmo ano. Foi nomeado Bispo de Calgary em 19 de janeiro de 1998 e empossado em 19 de março daquele ano.
Em 4 de janeiro de 2017, o Papa Francisco aceitou sua renúncia antecipada.